# Rütlischwur

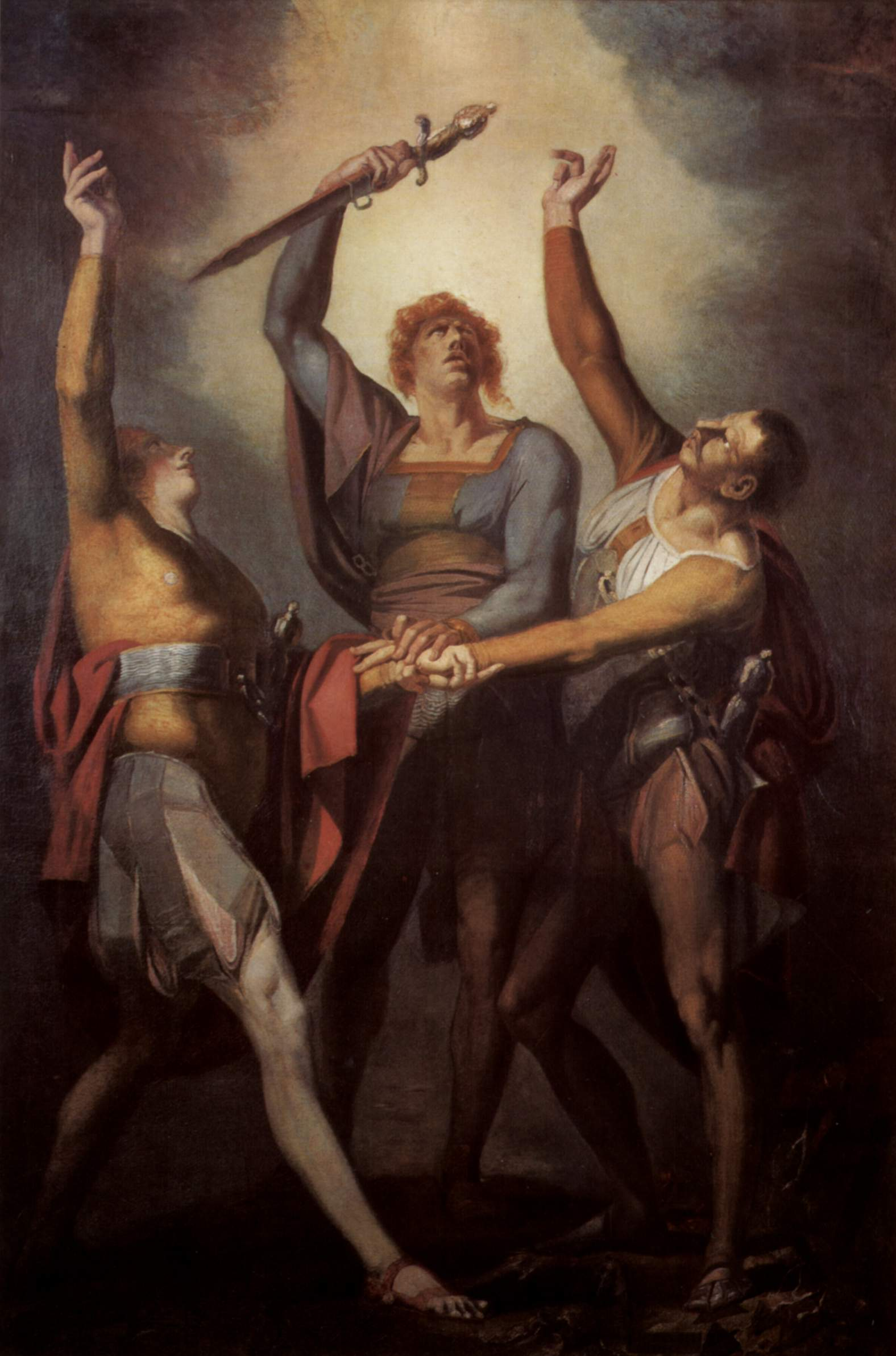
De Rütlischwur, schilderij van Johann Heinrich Füssli, 1780.

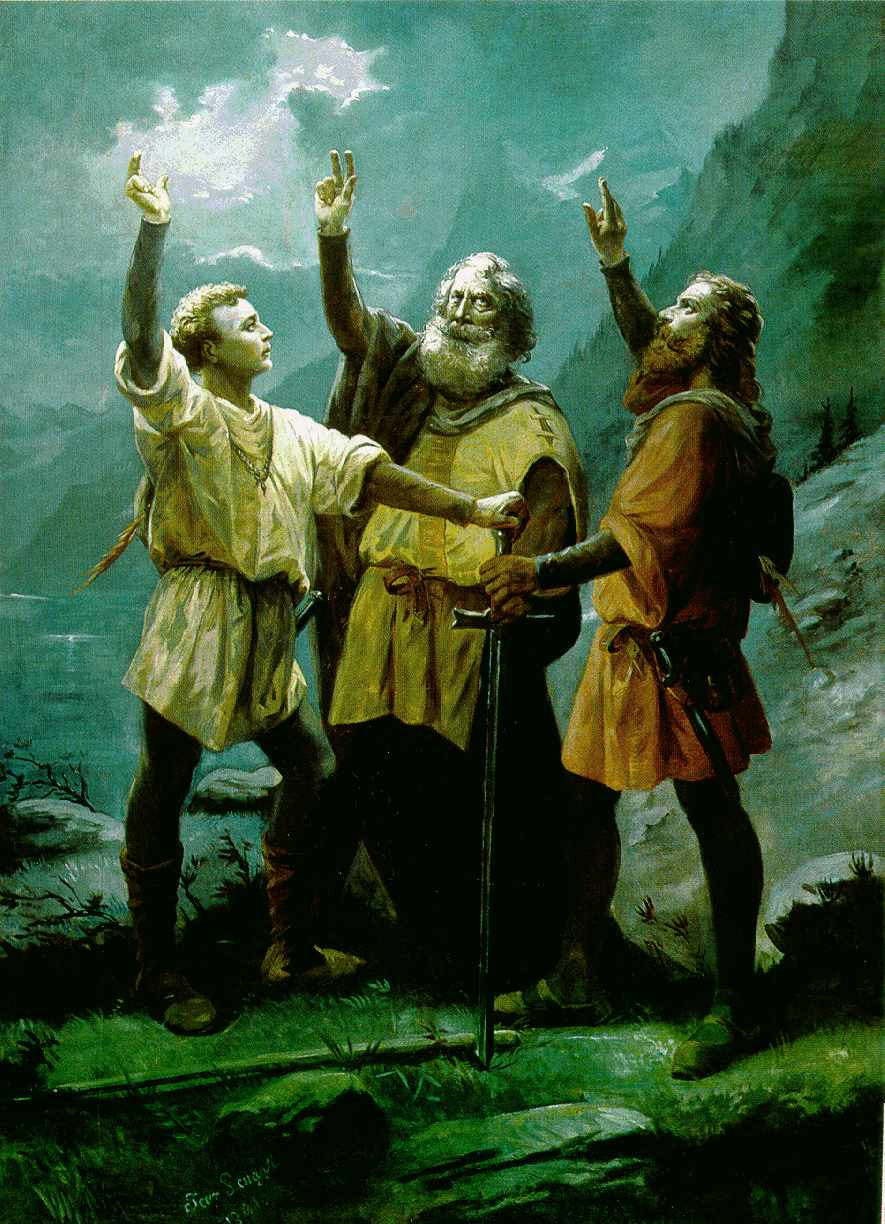
De Rütlischwur, schilderij van Jean Renggli, 1891.

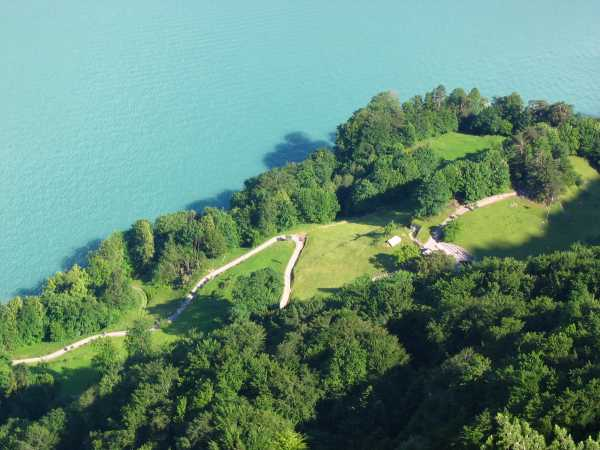
De Rütli gezien vanaf Seelisberg.

De Rütlischwur of de Eed van Rütli is een van de stichtingsmythes van Zwitserland waarbij op de bergweide Rütli een eed werd gesloten tussen Arnold von Melchtal (uit het kanton Unterwalden), Walter Fürst (uit het kanton Uri) en Werner Stauffacher (uit het kanton Schwyz). Met deze eed beloofden deze drie oerkantons van Zwitserland onderlinge steun in de strijd tegen de tiranieke Habsburgse landvoogd. Deze strijd mondde uit in een open opstand na de moord op baljuw (Reichsvogt) Hermann Gessler door Willem Tell op de holle weg van Küssnacht am Rigi. 
De eed werd op 1 augustus 1291 uitgesproken op de Rütli, een bergweide boven het Meer van Uri, een deel van het Vierwoudstedenmeer. De eerste vermelding van de Rütlischwur vindt men terug in het Witte Boek van Sarnen uit 1470.
De eed werd bezegeld in de Bondsbrief van 1291. Deze akte geldt als het begin van het Oude Eedgenootschap, het latere Zwitserland. In de loop der tijd sloten ook andere kantons zich bij deze Eidgenossenschaft aan, en het geheel groeide uit tot een losse statenbond. Het moderne Zwitserland is in 1848 als federale staat opgericht.